# Tragédia (evento)

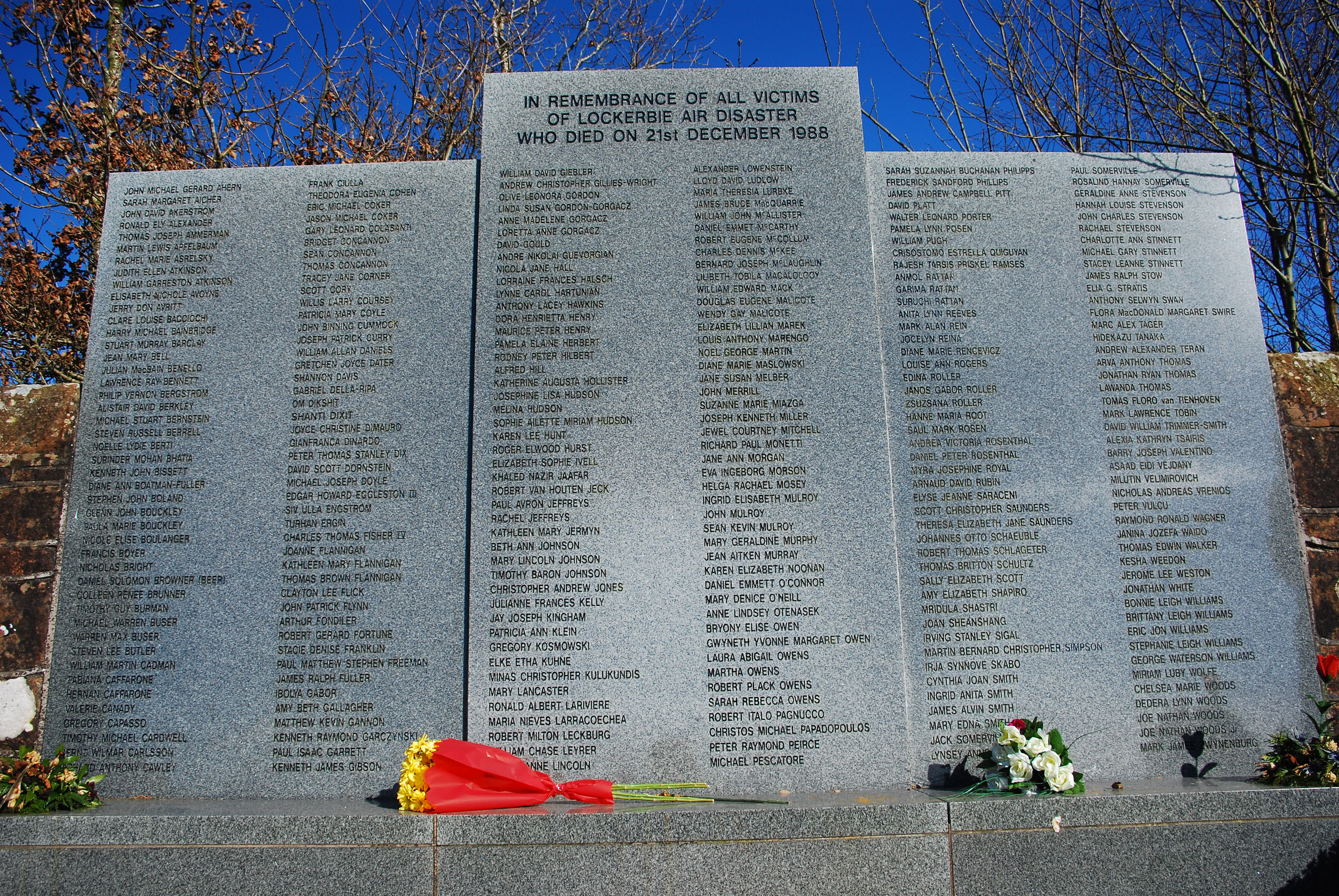
Muitas vezes é criado um memorial para lembrar vidas perdidas em uma tragédia como o Atentado de Lockerbie.

Uma tragédia é um evento de grande perda, geralmente de vidas humanas. Diz-se que tal evento é trágico. Tradicionalmente, o evento exigiria “algum elemento de falha moral, alguma falha de caráter ou alguma combinação extraordinária de elementos” para ser trágico.
Nem toda morte é considerada uma tragédia. Na verdade, é um conjunto preciso de circunstâncias em torno da perda que a define como tal. Há uma variedade de fatores que definem uma morte como trágica.
Um evento em que ocorre um grande número de mortes pode ser visto como uma tragédia. Isto pode ser reforçado pela atenção da mídia ou por outros protestos públicos.
Uma tragédia não envolve necessariamente mortes em massa. A morte de uma única pessoa, por exemplo, uma figura pública ou uma criança, pode ser vista como uma tragédia. A pessoa não precisa necessariamente ser famosa antes de morrer.

## Fatores que tornam a morte uma tragédia
Geralmente, o rótulo de “tragédia” é dado a um evento com base na percepção pública. Existem vários fatores que podem fazer com que uma morte seja considerada uma tragédia.

### Magnitude
A magnitude de um evento pode influenciar a opinião pública e torná-lo trágico. Isso pode ocorrer tanto em casos com alto número de vítimas quanto na morte inesperada de uma pessoa muito querida.
O grau de apego aos olhos do público também pode influenciar se o evento é ou não rotulado publicamente como uma tragédia. Por exemplo, a morte inesperada de um estudante de escola preparatória que recebe muita atenção da mídia pode ser vista como mais trágica do que a de um criminoso reincidente que é espancado até à morte por outros detentos.

### Prematuridade
Uma morte pode ser vista como uma tragédia quando é de natureza prematura. A morte de uma pessoa idosa por causas naturais é algo esperado, mas a morte de uma criança ou de um adulto jovem e saudável, que não é antecipada pelos outros, pode ser vista como uma tragédia.

### Publicidade
A publicidade é um fator que influencia a percepção pública de um evento como tragédia. A divulgação de um grande número de mortes ou mesmo de uma única morte afeta as emoções do público em geral, impactando assim sua percepção.
A abrangência da cobertura afeta o número de pessoas que veem um evento como uma tragédia. Enquanto a cobertura local pode gerar simpatia entre os moradores da cidade natal do falecido, a cobertura internacional pode levar o mundo inteiro a lamentar.

### Consequências
As consequências resultantes de uma ou mais mortes podem ser vistas como uma tragédia. Por exemplo, se um grande número de pessoas é morto em um ataque terrorista, não apenas vidas são perdidas, mas outros podem perder o senso de segurança, o que impacta a vida de outras pessoas de várias maneiras.

### Efeitos duradouros
Os efeitos de longo prazo de um evento podem torná-lo uma tragédia. As tragédias costumam ter consequências que moldam os afetados e são lembradas mesmo muito tempo depois, pois impactam claramente o futuro dos envolvidos. Elas também podem ser lembradas em aniversários ou sempre que vierem à mente. Uma tragédia pública frequentemente leva à adoção de medidas para prevenir eventos trágicos semelhantes no futuro.

## Lidando com a tragédia
Existem diversas maneiras pelas quais uma tragédia pode afetar e influenciar as pessoas muito tempo após o ocorrido.
A reação típica à tragédia é uma profunda tristeza, seguida por uma lenta recuperação. Sentimentos comuns após uma tragédia incluem tristeza, depressão, choro e culpa. Algumas pessoas se perguntam o que fizeram para merecer tanto sofrimento.
Para alguns, a fé pode ser uma fonte de conforto após uma tragédia.